# 対馬奪還戦争
『対馬奪還戦争』（つしまだっかんせんそう）は、大石英司の小説。架空戦記に分類される。全5巻で、続編の『半島有事』を含めると全12巻。
- 『対馬奪還戦争』中央公論新社
  1. 2009年08月、ISBN 9784125010830
  2. 2009年09月、ISBN 9784125010861
  3. 2009年12月、ISBN 9784125010915
  4. 2010年03月、ISBN 978-4125011059
  5. 2010年04月、ISBN 978-4125011103
- 『半島有事』中央公論新社
『対馬奪還戦争』の続編。
  1. 『潜入コマンド蜂起』 2010年08月、ISBN 978-4125011196
  2. 『釜山の亡霊部隊』 2010年10月、ISBN 978-4125011226
  3. 『ソウル・レジスタンス』 2011年01月、ISBN 978-4125011363
  4. 『漢江の攻防』 2011年03月、ISBN 978-4125011486
  5. 『嵐の挟撃軍団』 2011年06月、ISBN 978-4125011561
  6. 『仁川上陸作戦』 2011年09月、ISBN 978-4125011691
  7. 『38度線を超えて』 2011年12月、ISBN 978-4125011783

## 登場兵器

### 第1巻
自衛隊
- 陸上自衛隊
  - 89式小銃
  - MP7
  - 96式40ｍｍ自動てき弾銃
  - M2重機関銃
  - XM307
  - 79式対舟艇対戦車誘導弾
  - 軽MAT
  - 軽装甲機動車
- 海上自衛隊
  - OP-3C
  - そうりゅう
- 航空自衛隊
  - VADS
  - ペトリオット
  - F-2
  - F-15J
  - AAM-4
  - ASM-2
  - ASM-3
  - E-767
  - J/FPS-5
  - 天山(架空UAV)

韓国軍
- 韓国陸軍
  - K2
  - K-131
  - AH-1
  - UH-60

- 韓国海軍
  - 世宗大王
  - 独島
  - 王建
  - RAM
  - SM-2
  - ゴールキーパー
  - 高峻峯級揚陸艦
  - LSF-II型エア・クッション型揚陸艇
- 韓国空軍
  - KF-16
  - C-130
  - F-15K

### 第2巻
自衛隊
- 陸上自衛隊
  - AS50
  - 軽MAT
  - M32
  - 中距離多目的誘導弾
  - XM307
  - XM3
  - MP7
  - 120mm迫撃砲

- 海上自衛隊
  - ひゅうが
  - そうりゅう
  - さわかぜ
  - あしがら
  - ちょうかい
  - くらま
  - CIWS
  - Mk 42 5インチ砲
  - P-3C
    - OP-3C
    - EP-3C

  - SH-60K